# いのち燃ゆ
『いのち燃ゆ』（いのちもゆ）は、NHK総合テレビで1981年4月8日から10月7日まで放送された時代劇。全23話。

## 概要
幕末の長崎、大阪、米子、京都が舞台。丈吉は、「1個のにぎり飯を盗んだ」とされ、流罪となる。それを機に、彼の苦難の人生が始まる。過去の罪におびえながらも、貧しい人々の生活の中、丈吉はたくましく生き抜く。人を救い、自らも救われんと生きる丈吉の姿を、汗と涙の冒険物語として描いている。
原作はビクトル・ユーゴーの小説『レ・ミゼラブル』。設定・登場人物などは大胆に翻案し、日本の時代劇として再構成している。

## キャスト・あらすじ
「第1部」「第2部」「第3部」は、便宜上の区分である。第1部は第7話まで、第2部は第8話から第15話まで、第3部は第16話以降。

### 第1部（流刑地、長崎、大阪編）

#### 流刑地で登場した人物
丈吉/柴俊夫
生まれつきの赤毛と、怪力が特徴。流刑地では「赤牛」と渾名（あだな）されていた。原作のジャン・ヴァルジャンに相当する。
大塩平八郎の乱の余波で、無実のまま流罪となる。その後も、役人の不手際で赦免状から書き漏れる（二度と公式に赦免されない）など、不運な男。
作次郎/石橋正次
丈吉が流された島の庄屋の跡取り息子だった。銃の名手。原作のジャヴェール警部に相当する。
丈吉らの島抜けの際に父が死亡、200年続いた庄屋（近藤家）は名字帯刀を取り上げられる。丈吉へ復讐するため、執拗に追跡する。
お豊/神崎愛
作次郎の妹。
父の勧めもあり、丈吉を婿にするつもりだった。作次郎と共に丈吉の跡を追う。
嘉右衛門/加藤嘉
流刑地の庄屋（近藤家の当主）。作次郎、お豊の父。丈吉が赦免にならなかった経緯を聞き、不憫に思う。
丈吉に娘を勧めるが断られ、島抜けの決意が固いことを知る。同情した嘉右衛門は通行手形を用意するが、丈吉に渡す際、仙吉に背後から襲われて致命傷を負う。
死に際し、自らが隠れキリシタンであることを竜安に明かす。
仙吉/島米八
大阪出身の罪人。丈吉に妹（お志麻）からの手紙を渡した。島抜けを企み、丈吉の動向を窺っている。
竜安（りゅうあん）/高橋幸治
長崎の蘭学医。流刑島を定期訪問した際、丈吉と出会う。原作のミリエル司教に相当する。
再会した丈吉と別れる際、銀の飾台を託し「飾台のような男になれ」と言葉を贈る。
市蔵/坂上二郎
竜安に同行している男。「医者になりたい」と語るが、実は幕府の隠密であった。

#### 長崎で登場した人物
シーボルト・イネ/早乙女愛
島抜けで傷ついた丈吉を手当てした。これにより、丈吉は竜安と再会する。
謙吾/伊藤武史
竜安の弟子。

#### 大阪で登場した人物
おりん/吉本真由美
芸者。元は裕福な商家の娘。原作のファンティーヌに相当する。
没落した際、丈吉に恩義を感じ、丈吉が島から帰ってくる日をお咲・お志麻と共に待っていた。
お咲/高森和子
丈吉の母。丈吉の帰りを待ち、力仕事などで娘を養っていた。
長崎出身。
お志麻/大田由美子
丈吉の妹。風車を売って生計の足しにしている。
多吉/財津一郎
丈吉の父。
畳職人だが、仕事もせず、博打や女遊びにのめり込んでいる。妻や娘の稼ぎを当てにし、食いものにしている。
丈吉が「大塩の残党」として逮捕された際、「残党に間違いない」と証言した。それが決定的な証拠となり、丈吉は流罪となった。
丈吉が赤毛のため、「自分の息子では無いのでは?」と考えている。
20両の借金のカタに、娘を売ろうとした。
丹波屋徳市/山田吾一
米子の商人。金にモノを言わせ、おりんを我が物にしようとしている。原作のテナルディエに相当する。
金にうるさいタイプで、おりんに風車をねだられた際、「大阪は物価が高い」とこぼす（風車はお志麻が売っていた物全部で金額は44文）。
丈吉が妹を救うため、金の工面（銀の飾台の売却）をおりんに相談し、おりんは丹波屋に話を持ちかける。しかし、丹波屋は飾台を歯牙にもかけず、おりんは不本意ながら丹波屋の妾になる。

### 第2部（米子編）
※第9話と第10話の間で8年が経過、第14話と第15話の間で1年が経過している。
幸吉（丈吉）
米子編では、上記のクレジットとなる。
当初は、逃亡者として小松屋の鉄山に迷い込んだ。その後、小松屋で働く事になる。
小松屋乗っ取り騒動の際、当主（おこう）の精神的支柱となる。後、娘（お美津）と結婚し、おこうの跡を継いで小松屋幸吉となる。
鉄山師として頭角を現し、また無料の診療所を開いたことで、人々の尊敬を得ている。しかし、島抜け（と嘉右衛門殺しの容疑）で追われる身であることに変わりはなく、心の休まらない日々を送っている。
お春/佐藤友美
旅芸人。夜は娼婦として稼いでいたが、「子供のことも考えてくれ」と丈吉に諭される。
新吉/阿南忠幸（第8話、第9話）、新藤浩（第10話以降）
お春の息子。同行したのは短い間だったが、丈吉に懐いていた（第8話）。
お春に後妻の話が来た際、新しい家庭に入ることを拒否、丈吉を養父に選ぶ（第9話）。
第10話では、丈吉に同行し、鉄山師としての修行を積んでいた。丈吉の信頼も厚く、「自分に何かあったら、跡を継ぐように」と言われる。
第15話では、おこうの勧めで、正式に小松屋を継ぐ。
おこう/南田洋子
小松屋（鉄山師）の当主。未亡人となるまでは、夫が当主だった。当主の重圧により、男勝りの性格となっている。
お美津/曽根千香子
おこうの一人娘。丈吉と結婚し、幸せな日々を送っていた。
お六/浅利香津代
丹波屋徳市の妻。原作のテナルディエ夫人に相当する。丹波屋は没落し、夫婦は木賃宿を経営している。第3部では、夫婦を「守銭奴」とナレーションで説明している。
夫を奪ったおりんを憎んでおり、お雪にもつらく当たっている。
お雪/宝多なるみ
おりんの娘。髪はやや赤く、肌は白い。原作のコゼットに相当する。
父親の名は、おりんは最後まで明かさなかった。
おりん
丹波屋が没落したことで、労働を強いられている。
乳癌に蝕まれていたが、丈吉により診療所へ運ばれ、竜安の手術により助かる（第11話）。
身体が弱っており、最終的に死亡する。
竜安
診療所を技術指導で訪れる。丈吉の葛藤にアドバイスをする。
第8話では、旅先で作次郎・お豊に遭遇する。
謙吾
竜安に同行して登場。診療所を任される（竜安は長崎に帰る）。おりんの最期を看取った。
作次郎
第8話では、路銀が尽き、お豊ともども宿屋の下働きをしていた。
第12話で登場した際は、旅芸人として生計を立てていた（お豊が的になり、作次郎が手裏剣を投げる。目隠しで投げることもある）。
小松屋幸吉が丈吉かもしれないと思い、米子を訪れる。顔を合わすも、丈吉は精神的成長を遂げており、作次郎の相手ではなかった。
しかし、「赤牛の丈吉」を名乗る男が捕まり、斬首刑に処せられることになり、それをきっかけに丈吉を揺さぶる。
丈吉は、ニセの「赤牛の丈吉」（仙吉）を救うため、自らが本物の丈吉であると処刑場で名乗り出る。作次郎は完敗を認め、「丈吉に負けない男になる」と決意し、米子を後にする。
お豊
作次郎と同行する。丈吉を「父の仇」と思いつつ、憎みきれない（竜安いわく「悪女の深情け」）。
処刑場で丈吉が名乗り出た夜、作次郎と結ばれるが、翌朝、一人残される。
お豊は診療所で看護士となり、おりんの最期を看取る。

### 第3部（京都編）
※第2部から8年が経過。
丈吉
伏見（京都）で備前屋という店を構え、米を扱っている。使用人は、丁稚の少年と賄い関係の老婆の2人。
お豊いわく、「小松屋から金銭提供を受けていない」とのこと。
お豊
京都で居酒屋を開いている。兄の消息を気にしている。
お雪/斉藤とも子
長崎で、竜安・おイネに育てられる。8年ぶりに丈吉と再会する。
自分の父が誰か知りたがっており、それを頑なに隠す丈吉とはなかなか打ち解けない。
京都への道中、岡田彦馬と知り合う。京都で再会し、恋心が芽生える。
シーボルト・イネ
お雪を丈吉に会わせるために上京した。
新撰組に傷を負わされた彦馬と出会い、丈吉が止めるのも聞かず、手当てを行った。
岡田彦馬/金田賢一
長州藩士。父を訪ねて上京した。父と再会した直後、新撰組に襲撃され、傷を負ったまま逃亡する。原作のマリウスに相当する。
お雪に恋心を抱く。
岡田主馬/高松英郎
彦馬の父。息子には「タダの浪人」と話したが、実は討幕派であった。原作のポンメルシー大佐に相当する。
池田屋で新撰組に襲撃され、逃亡には成功するが致命傷を負っており、お雪・お豊に看取られ死亡する。彦馬への遺言を託した。
岡田織江/小栗一也
彦馬の祖父。原作のジルノルマン伯爵に相当する。
お志麻/新井春美
女スリ。通称風車のお志麻（帯に風車を刺している）。
丈吉の妹の成長した姿。何度も顔を合わすが、兄妹ともそれと気付かない。
沖田総司に恋しているが、沖田はお雪に惚れている。
春吉/米村嘉洋（國村隼）
丹波屋徳市の息子。お志麻を姉御と慕う。
丹波屋一家は食い詰め、春吉を頼って京都に出てくる。一家は、火事場泥棒も辞さない。何も知らないお志麻は、それを「一家の団結が羨ましい」と春吉に告げる。
お志麻の策略で、丹波屋一家はお雪を誘拐する。その際、お雪がおりんの娘であり、備前屋が丈吉であることが丹波屋一家に知れる。
沖田総司/宮本宗明
新撰組の幹部。池田屋事件の後、体調を崩して寝込み、お志麻の世話になる。
岡田彦馬とお雪の密会現場に遭遇した際には、彦馬を斬るために挑発を行った。
土方歳三/栗塚旭
新撰組の幹部。作次郎と同行し、「小松屋から献金を受けたい」と申し出る。
なお、土方歳三役は栗塚の定番である。『新選組血風録』、『燃えよ剣』など。
作次郎
新撰組に入隊し、池田屋事件にも参加する。
丈吉への対抗心を失っていない。
竜安
加齢により、頭髪が総白髪になっている。市蔵を通し、丈吉に父母の消息を伝えた。

## スタッフ
- 原作：ビクトル・ユーゴー『レ・ミゼラブル』
- 脚本：杉山義法
- 音楽：奥村貢
- 制作：土居原作郎　※「土」は、正確には「｀」が加えられている（土｀）。
- 演出：田中昭男、樋口昌弘、宮崎純ほか
- 語り：中条静夫
- 製作：NHK大阪放送局

## 放映リスト（サブタイトルリスト）
- 第1回（1981年4月8日）：南海の涯に
- 第2回（1981年4月15日）：不運な男
- 第3回（1981年4月22日）：銀の燭台
- 第4回（1981年5月6日）：さらばオランダ坂
- 第5回（1981年5月13日）：愛と憎しみの街
- 第6回（1981年5月20日）：翔んで翔んで夢の中
- 第7回（1981年5月27日）：夢去りし町角
- 第8回（1981年6月3日）：生々流転
- 第9回（1981年6月10日）：一輪でも花にて候
- 第10回（1981年6月17日）：噂の男
- 第11回（1981年6月24日）：たった一夜の涙花
- 第12回（1981年7月1日）：お豊・作次郎流れ旅
- 第13回（1981年7月8日）：砂に埋れし幸福の日々
- 第14回（1981年7月15日）：白日夢
- 第15回（1981年7月22日）：お雪哀しや鈴が鳴る
- 第16回（1981年7月29日）：京都の恋
- 第17回（1981年8月5日）：祇園囃子が聞こえる
- 第18回（1981年8月26日）：相呼ぶ魂
- 第19回（1981年9月2日）：聖母の子守唄
- 第20回（1981年9月9日）：お志麻恋ぐるま
- 第21回（1981年9月16日）：作次郎乱れ斬り
- 第22回（1981年9月30日）：それ京洛の花と咲く
- 第23回（1981年10月7日）：ある晴れた日に

## 補足
NHK大阪放送局が初めて手がける連続時代劇であり、「水曜時代劇」枠として放送された。これは、前年まで東京局と大阪局が連続テレビ小説制作を交互に担当していたが、本年度は東京局のみの制作（「まんさくの花」・「本日も晴天なり」）となり、その代わりにその年度の時代劇を交互で担当することになったためである。この制度は、このあと1983年度のみで終了した。
なお、この放送枠では外国小説の時代劇翻案ものの先行作品に『日本巌窟王』（1979年前半期放送）がある。